# لورانس تيرني
لورانس تيرني (15 مارس 1919 - 26 فبراير 2002) (بالإنجليزية: Lawrence Tierney)‏ كان ممثل أمريكي.

## مواقع خارجية
- لورانس تيرني على موقع IMDb (الإنجليزية)
- لورانس تيرني على موقع ألو سيني (الفرنسية)
- لورانس تيرني على موقع ميوزك برينز (الإنجليزية)
- لورانس تيرني على موقع أول موفي (الإنجليزية)
- لورانس تيرني على موقع قاعدة بيانات الأفلام السويدية (السويدية)
- لورانس تيرني على موقع إن إن دي بي (الإنجليزية)
- لورانس تيرني على موقع ديسكوغز (الإنجليزية)
- لورانس تيرني على موقع قاعدة بيانات الفيلم (الإنجليزية)
- لورانس تيرني على موقع كينوبويسك (الروسية)